# Tipula (Lunatipula) theowaldi
Tipula (Lunatipula) theowaldi is een tweevleugelige uit de familie langpootmuggen (Tipulidae). De soort komt voor in het Palearctisch gebied.